# Express Scripts
Express Scripts Holding Company ist ein US-amerikanisches Unternehmen mit Sitz in St. Louis, Missouri.
Das Unternehmen ist im Aktienindex S&P 500 gelistet. Express Scripts produziert und verkauft pharmazeutische Produkte in den Vereinigten Staaten.
Am 7. März 2018 wurde bekannt, dass Cigna Express Scripts für 67 Milliarden US-Dollar kaufen würde. Am 24. August 2018 stimmten die Aktionäre von Cigna und Express Scripts dem Kauf zu.